# Литвин Богдан Олександрович
Богда́н Олекса́ндрович Литви́н — український військовослужбовець, старший солдат Збройних сил України, учасник російсько-української війни. Кавалер ордена «За мужність» III ступеня (2022, посмертно).

## Життєпис
Богдан Литвин народився в селі Росоша, нині Липовецької громади Вінницького району Вінницької области України.
Загинув 13 березня 2022 року під Києвом.

## Нагороди
- орден «За мужність» III ступеня (2 квітня 2022, посмертно) — за особисту мужність і самовіддані дії, виявлені у захисті державного суверенітету та територіальної цілісності України, вірність військовій присязі[1].